# جائزة بريطانيا الكبرى 1985
جائزة بريطانيا الكبرى 1985 هو سباق فورمولا 1 أقيم بتاريخ 21 يوليو 1985 في حلبة سلفرستون، بريطانيا العظمى. كان الثامن من أصل 16 في بطولة العالم لسباقات الفورمولا واحد موسم 1985. حلّ الفرنسي ألن بروست أولا بينما جاء الإيطالي ميكيلي ألبوريتو في المركز الثاني وحصل على المركز الثالث الفرنسي جاك لافيت.